# 2001-es MTV Video Music Awards
A 2001-es MTV Video Music Awards díjátadója 2001. szeptember 6-án került megrendezésre, és a legjobb, 2000. június 10-től 2001. június 8-ig készült klipeket díjazta. Az est házigazdája Jamie Foxx volt. A díjakat a New York-i Metropolitan Opera House-ban adták át. Ez volt az utolsó díjátadó, amit az öt nappal későbbi terrortámadások előtt tartottak meg.
Az átadó legemlékezetesebb pillanatai közé tartozott Michael Jackson meglepetésszereplése az ’N Sync fellépésének végén, valamint Britney Spears fellépése, amelyben élő állatok is szerepeltek, köztük egy albínó kígyó, amelyet az énekesnő a nyakában tartott. Macy Gray ruháján egy szöveg volt olvasható, amely új lemeze megvásárlására biztatott. Andy Dick karaktere, Daphne Aguilera "unokatestvérét", Christinát támadta, mindez azonban csak egy előre megtervezett vicc volt. A show folyamán megemlékeztek Aaliyah és Joey Ramone előadókról. A legtöbb díjazott az elhunyt zenészek emlékének ajánlotta a díját.
Fatboy Slim hat díjjal mehetett haza, ezzel a legtöbbet díjazott előadó (mindet a Weapon of Choice-ért kapta). Az ’N Sync Pop című dalának videója négy kategóriában győzedelmeskedett. Két díjat kapott Gwen Stefani, valamint Christina Aguilera, Lil’ Kim, Mýa és Pink, utóbbiak egy koprodukcióért.

## Jelöltek
A győztesek félkövérrel vannak jelölve.

### Az év videója
Christina Aguilera, Lil’ Kim, Mýa és Pink — Lady Marmalade
- Missy Elliott — Get Ur Freak On
- Eminem (közreműködik Dido) — Stan
- Fatboy Slim — Weapon of Choice
- Janet Jackson — All for You
- U2 — Beautiful Day

### Legjobb férfi videó
Moby (közreműködik Gwen Stefani) — South Side
- Eminem (közreműködik Dido) — Stan
- Lenny Kravitz — Again
- Nelly — Ride wit Me
- Robbie Williams — Rock DJ

### Legjobb női videó
Eve (közreműködik Gwen Stefani) — Let Me Blow Ya Mind
- Dido — Thank You
- Missy Elliott — Get Ur Freak On
- Janet Jackson — All for You
- Jennifer Lopez — Love Don't Cost a Thing
- Madonna — Don't Tell Me

### Legjobb csapatvideó
’N Sync — Pop
- Dave Matthews Band — I Did It
- Destiny’s Child — Survivor
- Incubus — Drive
- U2 — Elevation

### Legjobb új előadó egy videóban
Alicia Keys — Fallin’
- Coldplay — Yellow
- Nikka Costa — Like a Feather
- David Gray — Babylon
- Sum 41 — Fat Lip

### Legjobb pop videó
’N Sync — Pop
- Christina Aguilera, Lil’ Kim, Mýa és Pink — Lady Marmalade
- Backstreet Boys — The Call
- Destiny’s Child — Survivor
- Britney Spears — Stronger

### Legjobb rock videó
Limp Bizkit — Rollin' (Air Raid Vehicle)
- Aerosmith — Jaded
- Linkin Park — Crawling
- Staind — It's Been Awhile
- Weezer — Hash Pipe

### Legjobb R&B videó
Destiny’s Child — Survivor
- 112 — Peaches & Cream
- Sunshine Anderson — Heard It All Before
- R. Kelly — I Wish
- Jill Scott — Gettin' in the Way

### Legjobb rap videó
Nelly — Ride wit Me
- Eminem (közreműködik Dido — Stan
- Ja Rule (közreműködik Lil' Mo és Vita) — Put It on Me
- Jay-Z — I Just Wanna Love U (Give It 2 Me)
- Snoop Dogg (közreműködik Master P, Nate Dogg, Butch Cassidy és a Tha Eastsidaz) — Lay Low

### Legjobb hiphopvideó
OutKast — Ms. Jackson
- The Black Eyed Peas (közreműködik Macy Gray) — Request Line
- City High — What Would You Do?
- Missy Elliott — Get Ur Freak On
- Eve (közreműködik Gwen Stefani) — Let Me Blow Ya Mind

### Legjobb dance videó
’N Sync — Pop
- Christina Aguilera, Lil’ Kim, Mýa és Pink — Lady Marmalade
- Fatboy Slim — Weapon of Choice
- Janet Jackson — All for You
- Jennifer Lopez — Love Don't Cost a Thing

### Legjobb filmből összevágott videó
Christina Aguilera, Lil’ Kim, Mýa és Pink — Lady Marmalade (a Moulin Rouge! filmből)
- Destiny’s Child — Independent Women (a Charlie angyalai filmből)
- DMX — Ain’t No Sunshine (a Sebhelyek filmből)
- K-Ci & JoJo — Crazy (az A szívem érted RAPes filmből)
- U2 — Elevation (Tomb Raider Mix) (a Lara Croft: Tomb Raider filmből)

### Legnagyobb áttörés
Fatboy Slim — Weapon of Choice
- Common (közreműködik Macy Gray) — Geto Heaven (remix)
- Gorillaz — Clint Eastwood
- R.E.M. — Imitation of Life
- ’N Sync — Pop
- Robbie Williams — Rock DJ

### Legjobb rendezés
Fatboy Slim — Weapon of Choice (Rendező: Spike Jonze)
- Eminem (közreműködik Dido) — Stan (Rendező: Dr. Dre és Phillip Atwell)
- Linkin Park — Crawling (Rendező: a Strause-testvérek)
- OutKast — Ms. Jackson (Rendező: F. Gary Gray)
- R.E.M. — Imitation of Life (Rendező: Garth Jennings)

### Legjobb koreográfia
Fatboy Slim — Weapon of Choice (Koreográfus: Michael Rooney, Spike Jonze és Christopher Walken)
- Christina Aguilera, Lil′ Kim, Mýa és Pink — Lady Marmalade (Koreográfus: Tina Landon)
- Janet Jackson — All for You (Koreográfus: Shawnette Heard, Marty Kudelka és Roger Lee)
- Madonna — Don′t Tell Me (Koreográfus: Jamie King)

### Legjobb speciális effektek
Robbie Williams — Rock DJ (Speciális effektek: Carter White FX, Audio Motion és a Clear Post Production)
- Missy Elliott — Get Ur Freak On (Speciális effektek: Glenn Bennett)
- Fatboy Slim — Weapon of Choice (Speciális effektek: Ben Gibbs)
- U2 — Elevation (Tomb Raider Mix) (Speciális effektek: Pixel Envy és Chris Watts)

### Legjobb művészi rendezés
Fatboy Slim — Weapon of Choice (Művészi rendezés: Val Wilt)
- Aerosmith — Jaded (Művészi rendezés: Laura Fox)
- Christina Aguilera, Lil′ Kim, Mýa és Pink — Lady Marmalade (Művészi rendezés: Bernadette Dus)
- Gorillaz — Clint Eastwood (Művészi rendezés: Pete Candeland és Jamie Hewlett)

### Legjobb vágás
Fatboy Slim — Weapon of Choice (Vágó: Eric Zumbrunnen)
- Missy Elliott — Get Ur Freak On (Vágó: Scott Richter)
- ’N Sync — Pop (Vágó: Chrome)
- U2 — Elevation (Tomb Raider Mix) (Vágó: Joseph Kahn)

### Legjobb operatőr
Fatboy Slim — Weapon of Choice (Operatőr: Lance Acord)
- Aerosmith — Jaded (Operatőr: Thomas Kloss)
- Missy Elliott — Get Ur Freak On (Operatőr: James Hawkinson)
- Eminem (közreműködik Dido) — Stan (Operatőr: Darek Wolski)

### MTV2 díj
Mudvayne — Dig
- Craig David — Fill Me In
- Gorillaz — Clint Eastwood
- India.Arie — Video
- Jurassic 5 — Quality Control
- Alicia Keys — Fallin’

### Közönségdíj
’N Sync — Pop
- Backstreet Boys — The Call
- Destiny’s Child — Independent Women
- Eve (közreműködik Gwen Stefani) — Let Me Blow Ya Mind
- Limp Bizkit — My Way
- Nelly — Ride wit Me

### Nemzetközi közönségdíj

#### MTV Australia
Paul Mac — Just the Thing
- Aneiki — Pleased to Meet You
- The Avalanches — Since I Left You
- Fatt Dex (közreműködik MC Trey) — Creepin'
- Superheist — Step Back

#### MTV Brasil
Charlie Brown Jr. — Rubão, o Dono do Mundo
- Ana Carolina — Quem de Nós Dois
- Adriana Calcanhotto — Devolva-Me
- Wanessa Camargo — O Amor Não Deixa
- Catedral — Eu Amo Mais Você
- Patrícia Coelho — O Meu Sangue Ferve por Você
- Cogumelo Plutão — Esperando na Janela
- Falamansa — Rindo à Toa/Xote dos Milagres
- Jota Quest — O Que Eu Também Não Entendo
- KLB — Ela Não Está Aqui
- Maurício Manieri — Primavera
- Mary's Band — Happy Birthday
- Os Paralamas do Sucesso — Aonde Quer Que Eu Vá
- O Rappa — O Que Sobrou do Céu
- Rumbora — O Mapa da Mina
- Sandy & Junior — A Lenda
- Skank — Balada do Amor Inabalável
- Tihuana — Que Vês?
- Twister — 40 Graus
- Jay Vaquer — A Miragem

#### MTV India (Hindi film kategória)
Asha Bhosle, Sonu Nigam és Sukhwinder Singh — Kambakth Ishq
- Sunidhi Chauhan, Jaspinder Narula és Shankar Mahadevan — Bumbro
- Alka Yagnik és Udit Narayan — Aaja Mahiya
- Alka Yagnik, Udit Narayan, Sukhwinder Singh és Srinivas — Mitwa
- Alka Yagnik, Kumar Sanu és Udit Narayan — Dil Ne Yeh Kaha Hain Dil Se

#### MTV India (Hindi pop kategória)
Sultan Khan és K. S. Chithra — Piya Basanti
- Lucky Ali — Tere Mere Saath
- Colonial Cousins — Guiding Star
- Falguni Pathak — Meri Chunar Udd Jaye
- Shubha Mudgal — Mann Ke Manjeere

#### MTV Japan
Hikaru Utada — Can You Keep a Secret?
- Chemistry — Pieces of a Dream
- Gospellers — Towa Ni
- L’Arc-en-Ciel — Stay Away
- Misia — Rhythm Reflection

#### MTV Korea
g.o.d. — Lie
- Cho Sung Mo — Do You Know?
- Lee Seung-Hwan — Of You, for You
- Park Ji-yoon — Adult Ceremony
- Position — I Love You

#### MTV Latin America (North)
Alejandro Sanz — El Alma al Aire
- Control Machete (közreműködik Ely Guerra) — Amores Perros (De Perros Amores)
- Genitallica — Imagina
- La Ley — Fuera de Mí
- Paulina Rubio — Y Yo Sigo Aquí

#### MTV Latin America (Central)
Dracma — Hijo de Puta
- Chancho en Piedra — Eligiendo una Reina
- La Ley — Fuera de Mí
- Paulina Rubio — Y Yo Sigo Aquí
- Stereo 3 — Atrévete a Aceptarlo

#### MTV Latin America (South)
Catupecu Machu — Y Lo Que Quiero Es Que Pises sin el Suelo
- Natalia Oreiro — Tu Veneno
- Fito Páez — El Diablo de Tu Corazón
- Paulina Rubio — Y Yo Sigo Aquí
- Alejandro Sanz — El Alma al Aire

#### MTV Mandarin
Jolin Tsai — Fall in Love with a Street
- Jacky Cheung — Complain for Reason
- Gigi Leung — The Price of Love
- Liang Jing Ru — Courage
- Karen Mok — Lazy to Bother
- Sticky Rice — Taekwondo
- Stefanie Sun — The Happiness That I Need
- Nicholas Tse — Jade Butterfly
- Leehom Wang — Son of Dragon
- Zhang Hui Mei — One Night Stand

#### MTV Russia
t.A.T.u. — Ya Soshla S Uma
- Alsou — Before You Love Me
- Mumiy Troll — Moya Pevitsa

#### MTV Southeast Asia
Kyla — Hanggang Ngayon
- Black Maria — Veto
- Dome — Pa Lao
- Naif — Posessif

### Életmű-díj
U2

## Fellépők

### Elő-show
- Alien Ant Farm — Smooth Criminal
- City High (közreműködik Eve) — What Would You Do?/Caramel

### Fő show
- Jennifer Lopez (közreműködik Ja Rule) — Love Don't Cost a Thing/I'm Real (Murder Remix)
- Linkin Park és a The X-Ecutioners — One Step Closer
- Alicia Keys — Für Elise/Fallin’
- ’N Sync (közreműködik Michael Jackson) — Pop
- Daphne Aguilera — Naughty Baby Did a No-No (vicc-fellépés)
- Jay-Z — Izzo (H.O.V.A.)
- Staind — Fade
- Missy Elliott (közreműködik Nelly Furtado, Ludacris és Trina) — One Minute Man/Get Ur Freak On (remix)
- U2 — Elevation/Stuck in a Moment You Can't Get Out Of
- Britney Spears — I'm a Slave 4 U

## Résztvevők
- Christina Aguilera
- Backstreet Boys
- Milton Berle
- Mary J. Blige
- Britney Spears
- Jon Bon Jovi
- Busta Rhymes
- Nikka Costa
- Carson Daly
- Destiny’s Child
- Sheryl Crow
- Daft Punk
- Andy Dick
- DMX
- Dream
- Dale Earnhardt Jr.
- Eve
- Will Ferrell
- Ginuwine
- Macy Gray
- Rashad Haughton
- Janet Jackson
- Mick Jagger
- Jewel
- Spike Jonze
- Chris Kattan
- Kid Rock
- Johnny Knoxville
- Ananda Lewis
- Lil’ Kim
- Moby
- Mandy Moore
- Mudvayne
- Mýa
- Nelly
- OutKast
- P. Diddy
- Pink
- Dee Dee Ramone
- Johnny Ramone
- Marky Ramone
- Shakira
- Jessica Simpson
- Will Smith
- Snoop Dogg
- Julia Stiles
- Ben Stiller
- Gwen Stefani
- Tenacious D
- Timbaland
- Triumph the Insult Comic Dog
- Usher
- Mark Wahlberg
- Christopher Walken
- Estella Warren
- Michael Jackson